# Wijken en buurten in Bernheze
De Nederlandse gemeente Bernheze is voor statistische doeleinden onderverdeeld in wijken en buurten. De gemeente is verdeeld in de volgende statistische wijken:
- Wijk 00 Heesch (CBS-wijkcode:172100)
- Wijk 01 Nistelrode (CBS-wijkcode:172101)
- Wijk 02 Vorstenbosch (CBS-wijkcode:172102)
- Wijk 03 Loosbroek (CBS-wijkcode:172103)
- Wijk 04 Heeswijk-Dinther (CBS-wijkcode:172104)

Een statistische wijk kan bestaan uit meerdere buurten. Onderstaande tabel geeft de buurtindeling met kentallen volgens het Centraal Bureau voor de Statistiek (2008):
| CBS-buurtcode | Buurtnaam                                   | Inwonertal | Opp. totaal (ha) | Opp. land (ha) | Ligging                |
| ------------- | ------------------------------------------- | ---------- | ---------------- | -------------- | ---------------------- |
| BU17210000    | Heesch                                      | 10940      | 416              | 416            | Locatie in de gemeente |
| BU17210007    | Verspreide huizen Berkt en Vosberg          | 240        | 144              | 143            | Locatie in de gemeente |
| BU17210008    | Verspreide huizen Zoggel en Groes           | 350        | 401              | 401            | Locatie in de gemeente |
| BU17210009    | Verspreide huizen Stelt en Wijst            | 940        | 490              | 487            | Locatie in de gemeente |
| BU17210100    | Nistelrode                                  | 4690       | 198              | 198            | Locatie in de gemeente |
| BU17210109    | Verspreide huizen Nistelrode                | 1280       | 2085             | 2082           | Locatie in de gemeente |
| BU17210200    | Vorstenbosch                                | 1120       | 60               | 60             | Locatie in de gemeente |
| BU17210209    | Verspreide huizen Vorstenbosch              | 670        | 1091             | 1087           | Locatie in de gemeente |
| BU17210300    | Loosbroek                                   | 860        | 73               | 73             | Locatie in de gemeente |
| BU17210308    | Verspreide huizen ten noorden van Loosbroek | 140        | 620              | 619            | Locatie in de gemeente |
| BU17210309    | Verspreide huizen ten zuiden van Loosbroek  | 480        | 803              | 803            | Locatie in de gemeente |
| BU17210400    | Heeswijk                                    | 2070       | 118              | 118            | Locatie in de gemeente |
| BU17210401    | Dinther                                     | 4240       | 211              | 210            | Locatie in de gemeente |
| BU17210408    | Verspreide Heeswijk                         | 930        | 1245             | 1221           | Locatie in de gemeente |
| BU17210409    | Verspreide huizen Dinther                   | 700        | 1081             | 1058           | Locatie in de gemeente |